# Замошское сельское поселение (Тверская область)
Замо́шское се́льское поселе́ние — упразднённое муниципальное образование в составе Осташковского района Тверской области. На территории поселения находятся 37 населенных пунктов.
Центр поселения — деревня Замошье.
Образовано в 2005 году, включило в себя территорию Замошского и Занепречьенского сельских округов.
Законом Тверской области от 17 апреля 2017 года № 27-ЗО, все муниципальные образования Осташковского района были преобразованы в Осташковский городской округ.

## Географические данные
- Общая площадь: 388,6 км²
- Нахождение: южная часть Осташковского района
  - Граничит:
    - на севере — с озером Селигер и городом Осташков
    - на востоке — с Сиговским СП
    - на юго-востоке — с Селижаровским районом, Шуваевское СП
    - на юге — с Пеновским районом, Серёдкинское СП
    - на западе — с Пеновским районом, городское поселение посёлок Пено и Заевское СП
    - на северо-западе — с Хитинским СП

Территория поселения находится между крупными озёрами — Селигер (на севере), Сиг (на востоке), Волго (на юге).
Поселение пересекает железная дорога Бологое — Соблаго — Великие Луки.

## Население
На 01.01.2008 — 810 человек.

## Населенные пункты
На территории поселения находятся следующие населённые пункты:
| №  | Тип нп  | Название          | Население (2008 год) |
| -- | ------- | ----------------- | -------------------- |
| 1  | дер.    | Алкатово          | 12                   |
| 2  | дер.    | Боголюбское       | 0                    |
| 3  | дер.    | Большое Ронское   | 14                   |
| 4  | дер.    | Большое Ильинское | 2                    |
| 5  | дер.    | Большое Лохово    | 9                    |
| 6  | дер.    | Вязовня           | 26                   |
| 7  | дер.    | Выселок Ильинское | 7                    |
| 8  | дер.    | Городище          | 11                   |
| 9  | дер.    | Данилово          | 1                    |
| 10 | дер.    | Жулево            | 8                    |
| 11 | дер.    | Заболотье         | 3                    |
| 12 | дер.    | Замошье           | 115                  |
| 13 | дер.    | Занепречье        | 15                   |
| 14 | дер.    | Иванова Гора      | 65                   |
| 15 | дер.    | Краклово          | 9                    |
| 16 | дер.    | Куряево           | 65                   |
| 17 | дер.    | Косарово          | 50                   |
| 18 | дер.    | Кобенево          | 2                    |
| 19 | дер.    | Кречетово         | 2                    |
| 20 | дер.    | Малое Ронское     | 7                    |
| 21 | дер.    | Малое Ильинское   | 2                    |
| 22 | дер.    | Малое Лохово      | 20                   |
| 23 | дер.    | Маслово           | 1                    |
| 24 | дер.    | Нескучное         | 52010                |
| 25 | дер.    | Нехина Гора       | 0                    |
| 26 | дер.    | Никольское        | 21                   |
| 27 | дер.    | Никишки           | 1                    |
| 28 | дер.    | Петриково         | 8                    |
| 29 | дер.    | Польки            | 2                    |
| 30 | дер.    | Покровское        | 7                    |
| 31 | дер.    | Самара            | 13                   |
| 32 | дер.    | Сигово            | 0                    |
| 33 | дер.    | Студенец          | 6                    |
| 34 | ж-д.ст. | Сигово            | 28                   |
| 35 | дер.    | Шадыки            | 2                    |
| 36 | пос.    | Южный             | 255                  |
| 37 | дер.    | Ясенское          | 13                   |

Деревня Самара образована в 1996 году.

## История
В XVI—XVII веке территория поселения относилась к Езжинской волости Ржевского уезда Русского государства.

С XVIII века территория поселения входила:
- в 1708—1727 гг. в Санкт-Петербургскую (Ингерманляндскую 1708—1710 гг.) губернию, Тверскую провинцию,
- в 1727—1775 гг. в Новгородскую губернию, Тверскую провинцию,
- в 1775—1796 гг. в Тверское наместничество, Осташковский уезд,
- в 1796—1929 гг. в Тверскую губернию, Осташковский уезд,
- в 1929—1935 гг. в Западную область, Осташковский район,
- в 1935—1990 гг. в Калининскую область, Осташковский район
- с 1990 в Тверскую область, Осташковский район.

В середине XIX-начале XX века деревни поселения относились к Емшинской, Ботовской, Сиговской, Заевской и Пашутинской волостям Осташковского уезда.

## Известные люди
В деревне Занепречье родился Герой Советского Союза Петр Иванович Корсаков.